# Hausen (lothringisches Adelsgeschlecht)
Hausen ist der Name eines ursprünglich lothringischen, später sächsischen Adelsgeschlechts.
Die Familie ist von mehreren gleichnamigen Adelsgeschlechtern, u. a. den thüringischen Herren von Hausen, als nicht stammverwandt zu unterscheiden.

## Geschichte
Das Geschlecht entlehnt seinen Namen nach seinem Stammhaus, der Burg Hausen an der Saar und war bereits im 13. Jahrhundert in Lothringen weit ausgebreitet und begütert. Nikolaus von Hausen wurde 1304 Herzog Theobald von Lothringen mit Walderfangen belehnt. Seit etwa 1700 bedient sich die Familie unbeanstandet des Freiherrntitels. Im Jahre 1887 hat der Mannesstamm in seinem Stammland seinen Ausgang gefunden. Jedoch siedelte die Familie zu Beginn des 19. Jahrhunderts nach Sachsen über. Hier erging laut Ministerial-Reskript vom 19. Juni 1894 die Königlich sächsische Genehmigung zur Fortführung des Freiherrentitels. Ein Eintrag in das Adelsbuch des Königreichs Sachsen als deutscher Uradel und Freiherr erfolgte am 6. März 1905 (Nr. 169, 170, 172 und 173). 

## Angehörige
- Clemens von Hausen (1809–1879), sächsischer Generalleutnant und Stadtkommandant von Dresden
- Bernhard von Hausen (1835–1893), sächsischer Politiker, MdL Sachsen
- Lothar von Hausen (1845–1920), sächsischer Generalleutnant
- Max von Hausen (1846–1922), sächsischer Generaloberst und Politiker
- Arndt von Hausen (1851–1919), sächsischer Generalleutnant

## Wappen
Das Wappen (= Stammwappen) zeigt in Blau drei (2, 1) mit den Schneiden rechts gewendete sichelförmige silberne Winzermesser an goldenen Griffen. Auf dem gekrönten Helm mit blau-silbernen Decken zwei Büffelhörner, das rechte silbern, das linke blau.
Seit etwa Mitte des 18. Jahrhunderts wird ein wachsender, rot gekleideter Mann mit Stulphut, in der Rechten ein Winzermesser haltend, die Linke in die Seite gestützt, als Kleinod geführt.